# Combate del Rincón de Zárate
El combate del Rincón de Zárate o del Palmar fue una acción menor de la guerra de la Independencia Argentina ocurrida en la pequeña población y puerto de Rincón de Zárate, hoy ciudad de Zárate en la provincia de Buenos Aires, Argentina. Tuvo lugar el 23 de agosto de 1813.
El 21 de agosto de 1813, el comandante militar de Zárate comunicó el desembarco de 150 marineros realistas, que se tirotearon con los milicianos locales y luego se retiraron a sus buques permaneciendo frente al puerto de Zárate en el río Paraná de las Palmas. Al recibir el aviso el comandante militar de San Fernando, Francisco Uzal, dispuso la salida hacia Zárate del alférez Ángel Pacheco al frente de 30 granaderos a caballo que se hallaban de guarnición en el lugar, permaneciendo en San Fernando el capitán Francisco de Luzuriaga con otros 23 granaderos a caballo.
El 22 de agosto Pacheco arribó a Zárate y recibió una comunicación del capitán realista de la balandra Vijón García Francisco Antonio de Castro:

Para evitar efusión de sangre y hallándome escaso de carne para los buques de esta expedición he de merecer de la bondad de Vd. se sirba mandar carnear tres Reses que en justo valor (...) y si pudiera ser algunas otras cosas mas sera favor que recibiré. Dios guarde a Vd. en muchos años. A bordo de la valandra Vijón García (alias) Montevideo, en la costa de Zarate. Agto. 22 de 1813. Fran. Anto. de Castro.

El 23 de agosto Pacheco recibió aviso de que marineros realistas al mando del capitán Juan Antonio Zabala habían desembarcado y que estaban arreando unas 500 ovejas de la estancia de Mariano San Martín, por lo que se dirigió a enfrentarlos. El encuentro se produjo en el campo de Las Palmas, perteneciente a José Antonio de Otálora. 
El capitán Luzuriaga el 31 de agosto de 1813 desde Baradero dio parte al jefe del Regimiento de Granaderos a Caballo, José de San Martín, sobre los sucesos de esos días:

el alférez D. Angel Pacheco a la cabeza de una corta fuerza de granaderos a caballo, chocó y rechazó en una carga franca y limpia, a los marinos que desembarcaban a la altura de Zárate, y bajo las órdenes del capitán Zabala arreaban hacia la hacia la costa a un considerable número de ganado.

Luzuriaga con el resto de la compañía de granaderos a caballo y el comandante militar de San Fernando arribaron poco después a Zárate, pero las fuerzas realistas continuaron embarcadas y el 25 de agosto a las 11 de la mañana partieron río arriba. Las milicias y los granaderos a caballo siguieron a los barcos hasta San Pedro, a donde arribaron el 25 de agosto, recibiendo la incorporación del teniente José M. Rivera con 34 granaderos a caballo. En la noche del 25 de agosto el comandante José Díaz avisó que 12 marineros realistas habían desembarcado en un bote en la estancia de Obligado, por lo que Pacheco con 20 hombres fue enviado a atacarlos, pero no pudo hallarlos.